# Zaklęty dwór
Zaklęty dwór – tytuł powieści Walerego Łozińskiego z 1859 roku, która początkowo ukazywała się w odcinkach na łamach czasopisma Dziennik Literacki.
Powieść uchodzi za pierwszy polski utwór o charakterze sensacyjno-przygodowym. Zawiera również wątki obyczajowo-satyryczne. Pierwotnie miała stanowić pierwszą część trylogii poświęconej wydarzeniom powstania krakowskiego, jednak przedwczesna śmierć autora uniemożliwiła dokończenie tego zamierzenia.
Zaklęty dwór to powieść wielowątkowa. Wszystkie wątki wiążą się za sprawą Zaklętego Dworu, opuszczonej rezydencji, w której według miejscowych podań straszy duch dawnego dziedzica. Tajemnice Dworu w Żwirowie pragnie wyjaśnić przyjaciel obecnego dziedzica – Damazy Czorgut przezywany Katylina. Nie jest to łatwe, bowiem miejscowy dziedzic, zgodnie z wolą zmarłego, ma zakaz zbliżania się do tej rezydencji i zabrania tego też przyjacielowi. Wkrótce okazuje się, że Dwór jest bazą związaną z działalnością emisariusza, który z ramienia TDP przygotowuje na terenie zajętej przez Austriaków Galicji grunt do wybuchu przyszłego powstania. Tymczasem skorumpowany urzędnik austriacki – mandatariusz Gągolewski – knuje intrygę przeciwko dziedzicowi i emisariuszowi.